# برج حمل
بُرج حَمَل (بره) (♈)، (به انگلیسی: Aries) اولین برج فلکی ِ منطقةالبروج است.
حمل، اولین برج [خانهٔ خورشید همراه با ماه و سیارات]، نواری ۳۰ درجه (۰–۳۰ درجه) موازات دایرةالبروج است.
میانه برج حمل قوسی سی درجه از دایرةالبروج، متوسط خط سیر خورشید در فروردین ماه به مدت ۳۰روز و ۱۰ساعت و ۵۸دقیقه (۳۰٫۴۵۷روز) و نام دیگر این ماه در گاهشماری خورشیدی نیز می‌باشد. میانگین شبانه‌روز لحظه تحویل برج حمل ساعت صفر بامداد اول فروردین است. بعد ساعتی این قوس از برج حمل ۰ تا ۰۱:۴۹ (۰–۲۷٫۲۵ درجه) و میل آن ۰ تا ۱۱٬۴۷+درجه است.
دو هزار سال پیش این برج بیشتر از زمینه صورت فلکی حمل (بره) می‌گذشت و به همین نام باقی ماند؛ ولی امروزه بیشتر آن از زمینه صورت فلکی حوت (ماهی) می‌گذرد. خورشید ابتدا حدود ۲۶ درجه (یا روز) در صورت فلکی ماهی و سپس حدود ۴ درجه در صورت فلکی بره است.

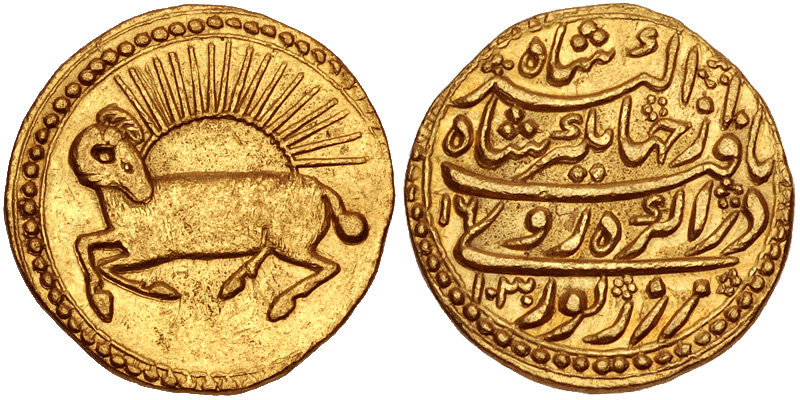
خورشید در برج حَمَل؛ سکه جهانگیرشاه مغول

کلمهٔ حمل به معنی قوچ یا بره است.

## منابع

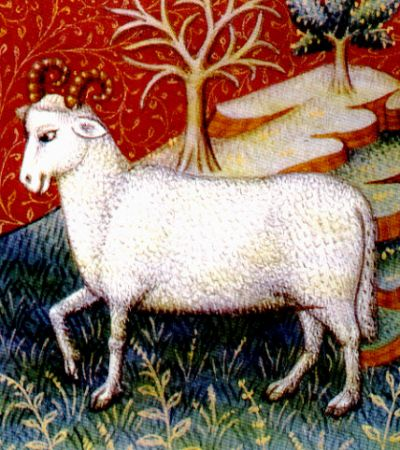
حمل